# Pitthea agenoria
Pitthea agenoria là một loài bướm đêm trong họ Geometridae.